# Places
Places is een studioalbum van Jan Garbarek. Hij schakelde ten opzichte van zijn vorige album met Ralph Towner een aantal musici, die meer pasten in zijn originele stijl, de freejazz. Het album is echter voornamelijk rustig, meer passend in de ECMtraditie. Het is opgenomen in de Talent Studio onder leiding van geluidstechnicus Jan Erik Kongshaug. De platenhoes was ontworpen door Barbara Wojirsch. 

## Musici
- Jan Garbarek – saxofoons
- Bill Connors – gitaar
- John Taylor - piano
- Jack DeJohnette – slagwerk

## Muziek
Alle muziek van Garbarek.

| Nr. | Titel        | Duur  |
| --- | ------------ | ----- |
| 1.  | Reflections  | 15:04 |
| 2.  | Entering     | 7:52  |
| 3.  | Going places | 14:11 |
| 4.  | Passing      | 11:18 |